# معاهدة لوتاتيوس

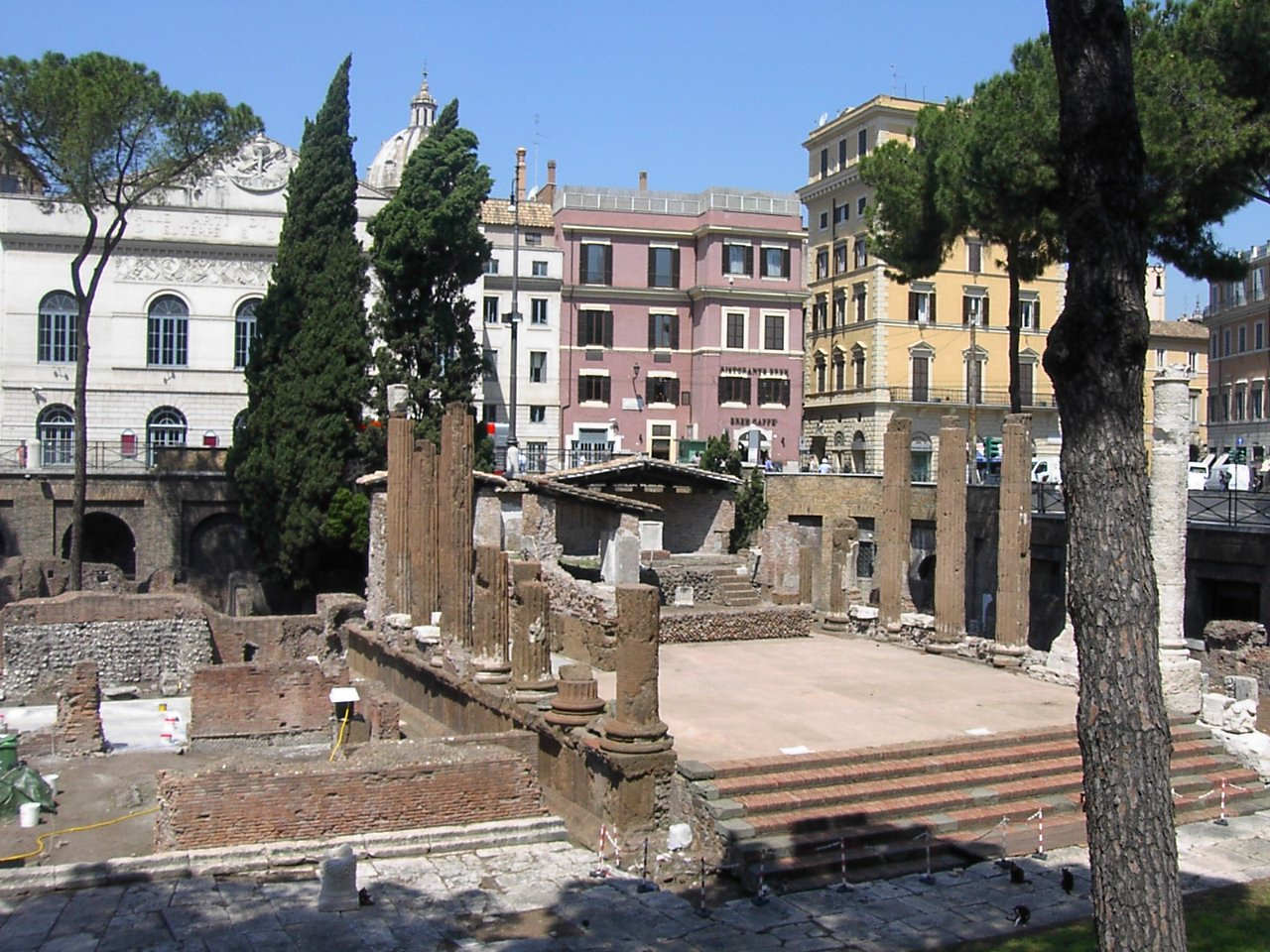

انتهت معاهدة لوتاتيوس رسمياً مع الحرب البونية الأولى. استمد اسمها من Gaius Lutatius Catulus وهو القنصل الروماني والمنتصر في معركة جزر الآيجاتس والذين تفاوضوا عليها مع تابعي هاميلكا باركا عام 241 قبل الميلاد. وفقاً للمؤرخ بوليبيوس، تنص شروط الاتفاقية على أن قرطاج تنسحب من صقلية، وليس شن الحرب على سيراكيوز أو أياً من حلقائها، وتسليم جميع الأسرى الذين تم أسرهم أثناء الحرب، ودفع تعويض قدره 2200 وحدة (66 طنًا ) من الفضة على 20 قسط سنويا. تم رفض هذه الشروط في الأصل من قبل الشعب الروماني، وتم اعتماد هذه الشروط في نهاية المطاف مع تغيير بسيط تحت سلطة كونتيس لوتاتيوس سيركو، شقيق جايوس لوتاتيوس كاتولوس. في الاتفاق النهائي، مُنحت قرطاج عشر سنوات فقط لدفع تعويض قدره 3200 وحدة (96 طن)، واضطرت إلى إخلاء الجزر بين صقلية وإيطاليا (أوستيكا وجزر إيوليان) وجزر إيجاديان قبالة الساحل الغربي لصقلية.